# Егоров, Николай Константинович
Николай Константинович Егоров (25 мая 1929, Илькино, Ярославская область — 5 апреля 2007, Москва) — военный учёный в области развития теории горения твердых топлив и их баллистического проектирования, начальник кафедры ракетных топлив, взрывчатых веществ и систем пироавтоматики Военной артиллерийской инженерной академии им. Ф. Э. Дзержинского, доктор технических наук (1974), профессор (1976), лауреат Государственной премии СССР (1979).
Родился 25.05.1929 в д. Илькино Любимского района Ярославской области.
С 1947 по 1990 год на военной службе, полковник-инженер. Окончил 2-е Ленинградское артиллерийское техническое училище (1950), Военную артиллерийскую инженерную академию им. Ф. Э. Дзержинского (1959), адъюнктуру при ней (1965).
С 1959 года проходил службу в той же академии: начальник отделения, адъюнкт, преподаватель, старший преподаватель, в 1972—1990 гг. начальник кафедры ракетных топлив, взрывчатых веществ и систем пироавтоматики. После увольнения с военной службы (1990) — профессор на 1/2, затем на 1/4 ставки (до 2004 года).
Доктор технических наук (1974), профессор (1976).
Совместно с учениками разработал вещества, на базе которых был создан новый класс материалов — светостабилизированные пленочные материалы с регулируемым сроком службы от нескольких дней до 3 лет. Учёный в области специальной технической химии, механизма и катализа горения конденсированных систем и их ресурсосберегающей утилизации. Один из основоположников применения и организаторов производства в СССР металлоорганических (ферроценовых) и шпинельных модификаторов (ускорителей) горения твердых топлив, внедренных в большинство изделий ракетного вооружения.
Автор более 300 научных трудов, включая 20 учебников и учебных пособий, около 200 изобретений и патентов. Подготовил 25 кандидатов наук.
Лауреат Государственной премии СССР (1979). Заслуженный изобретатель РСФСР (1971). Заслуженный деятель науки и техники РСФСР (1982).
Награждён орденом Красной Звезды (1984) и медалями.
Умер 05.04.2007 в Москве; похоронен на Николо-Архангельском кладбище.